# Giovanni Battista Unterveger
Giovanni Battista Simone Unterveger (Trento, 21 novembre 1833 – Trento, 6 gennaio 1912) è stato un fotografo italiano, il primo fotografo stabile del Trentino.

## Biografia

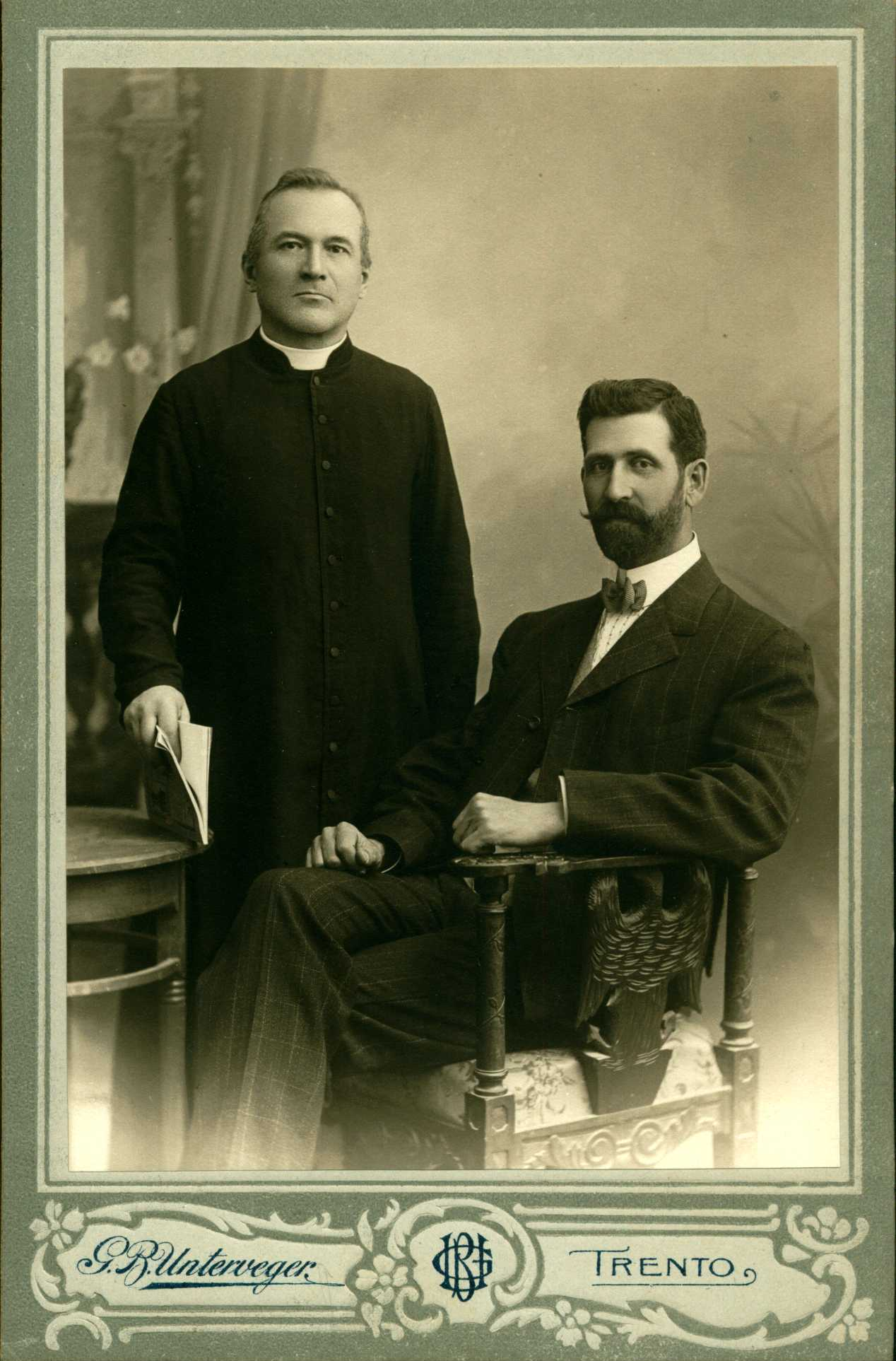
Giacomo Bresadola e William Alphonso Murrill

Il padre Giovanni Unterveger era impiegato del Magistrato di Trento come custode delle carceri, ma nel 1846 fu licenziato e privato della pensione a causa di inadempienze lavorative, dovute probabilmente all'alcolismo. La madre Domenica Moggioli era levatrice, ma aveva guadagni ridottissimi. La famiglia viveva quindi in condizione economiche molto difficili, dovendo contare sulla pubblica elemosina.
Dopo aver frequentato il seminario, diventò praticante nello studio di un pittore, per diventare pittore-decoratore. Entrò poi nella scuola di disegno di Agostino Perini, che decise di occuparsi personalmente della sua educazione, garantendogli anche un compenso. A causa di una malattia (era di salute cagionevole, con problemi in particolare al braccio destro) però Unterveger smise per un po' di frequentare Perini, che nel frattempo avviò una tipografia e fondò alcuni periodici, e si dedicò meno a seguirlo. Unterveger ricominciò quindi a lavorare anche come pittore-decoratore e a diventò apprendista anche del litografo Zippel.
Nel 1854 incontrò il dagherrotipista e fotografo Ferdinand Brosy (1805 - post 1870), che lo assunse come ritoccatore. Unterveger lo seguì nei suoi frequentissimi spostamenti e iniziò ad apprendere il mestiere, considerato addirittura "cruciale" per la sua formazione. Qualche mese dopo Brosy lo sostituì con un pittore tedesco e Unterveger tornò a Trento, dove lavorò come fotografo, pittore-decoratore e fabbricante di vernici e prodotti chimici. Collaborò col chimico Luigi Manetti, con cui inaugurò il primo studio fotografico di Trento, dedicandosi ai ritratti.

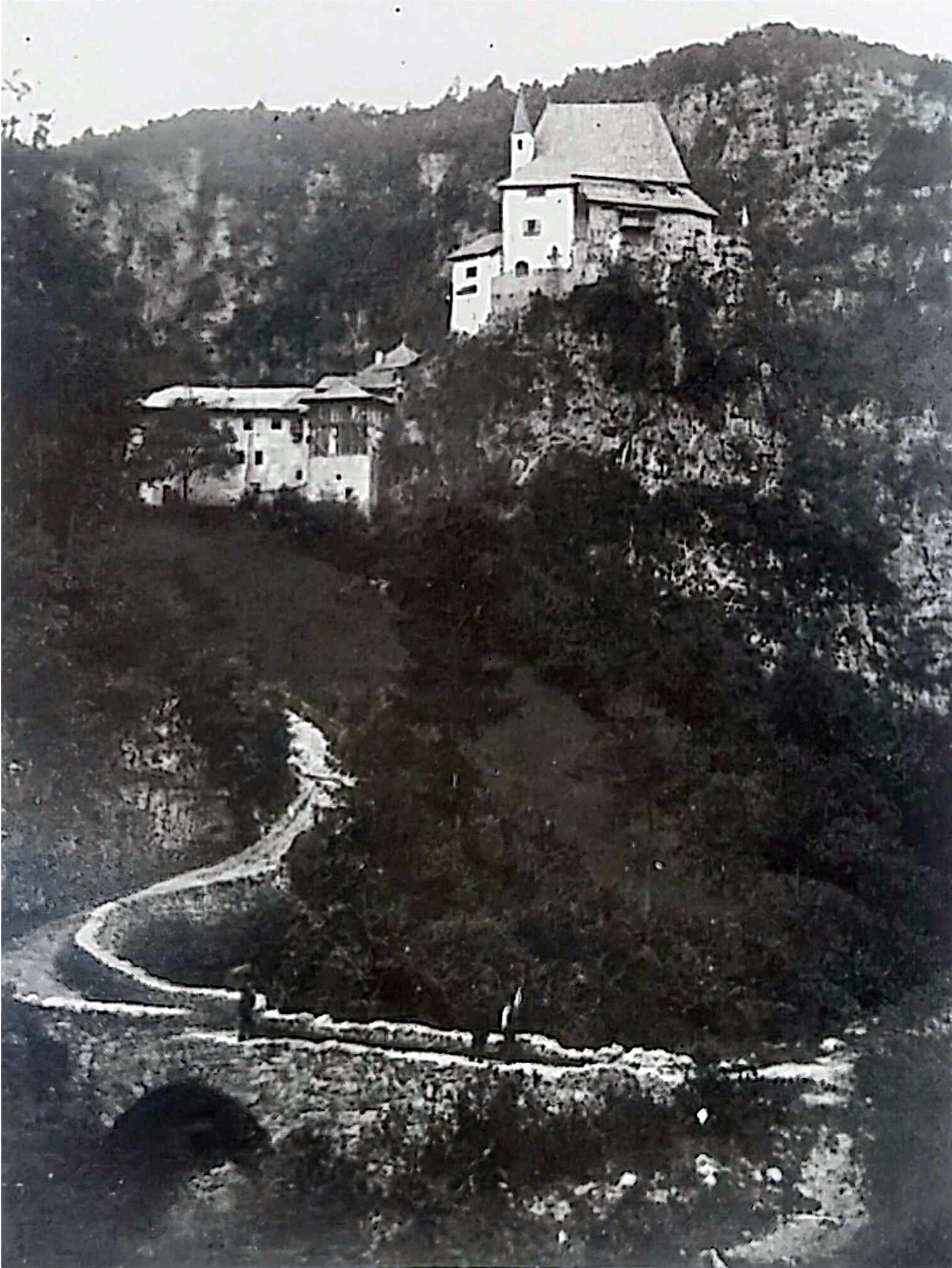
G. B. Unterveger, Veduta del santuario di San Romedio dal fondovalle, ante 1881

Successivamente si associò con Giovanni Battista Altadonna (1824 - 1890), a cui poi cedette l'attività: si trattò forse di un mero cambio di titolarità per sfruttare il maggior prestigio di Altadonna, pittore oltre che fotografo. Unterveger iniziò - per primo - a dedicarsi alla fotografia di paesaggi e monumenti trentini.
Nel 1882 realizzò per la Società degli alpinisti tridentini l'album fotografico Vedute del Trentino, dedicando particolare attenzione ai castelli.. Fra il 1880 e il 1894 pubblica quattro edizioni del suo Catalogo delle vedute e nel 1906 le sue Memorie.
Nel 1896 lasciò lo studio al figlio Enrico. Morì a Trento nel 1912.

## Eredità

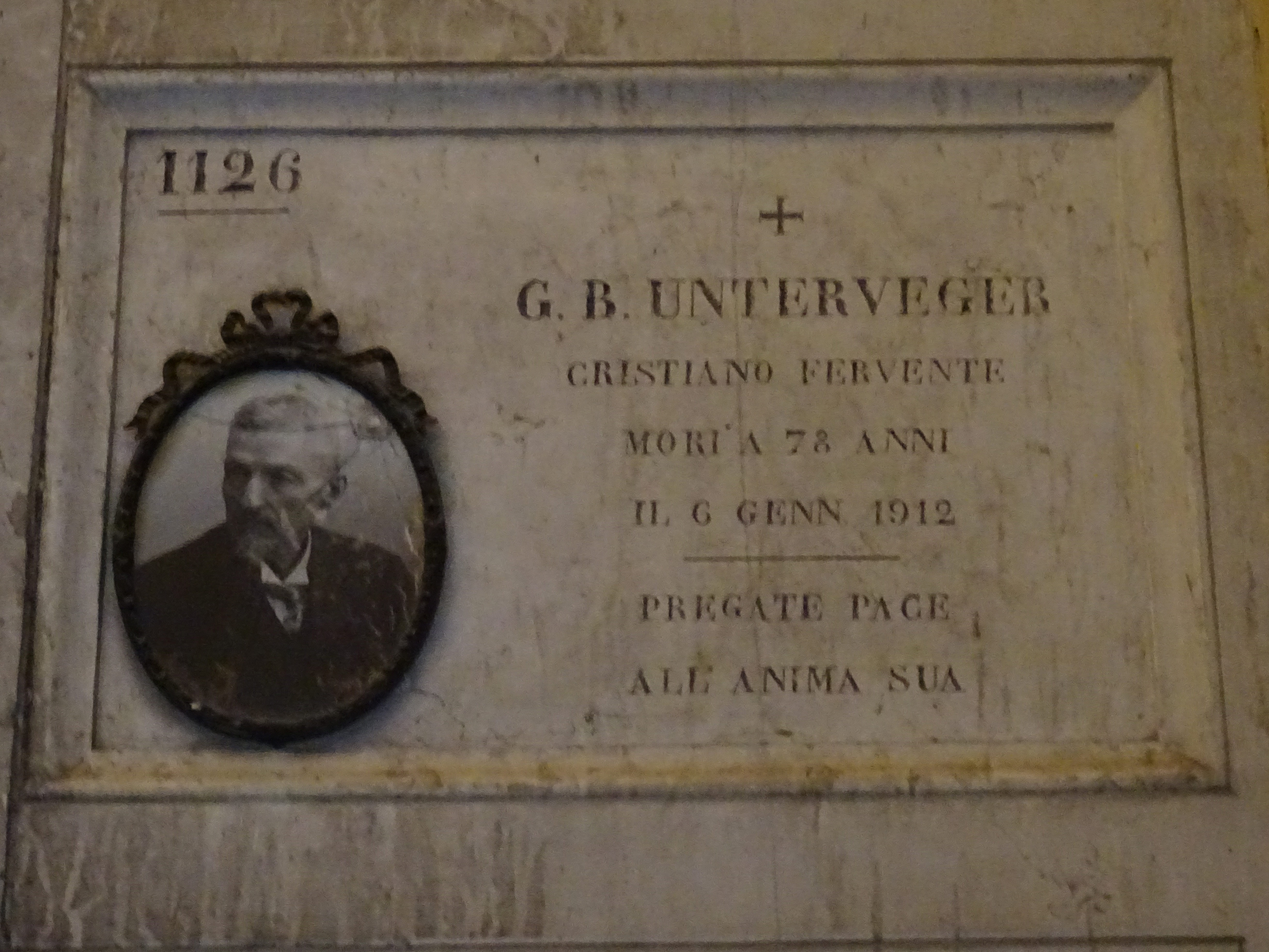
La tomba di Unterveger nel cimitero monumentale di Trento

La Provincia autonoma di Trento possiede il fondo Unterveger comprendente 100 lastre al collodio (il fotografo ne aveva realizzate migliaia, ma la maggior parte fu distrutta quando il figlio Enrico fu arrestato per le sue attività irredentistiche: quelle rimaste sono state esposte in una mostra nel 2002) e 69 stampe.
Gli è stata intitolata una via a Trento Nord.